# علي الجارم

طابع بريد عليه رسم الجارم

علي بن صالح بن عبد الفتاح الجارم (1881-1949) أديب وشاعر وكاتب، ولد عام 1881 في مدينة رشيد في مصر. بدأ تعليمه القراءة والكتابة في إحدى مدارسها ثم أكمل تعليمه الثانوي في القاهرة، بعدها سافر إلى إنكلترا لإكمال دراسته ثم عاد إلى مصر حيث كان محباً لها كما دفعه شعوره القومي إلى العمل بقوة وإخلاص لوطنه، وقد شغل عدداً من الوظائف ذات الطابع التربوي والتعليمي، فعُيِّن بمنصب كبير مفتشي اللغة العربية ثم عُيِّن وكيلاً لدار العلوم وبقي فيها حتى عام 1924، كما اختير عضواً في مجمع اللغة العربية، وقد شارك في كثير من المؤتمرات العلمية والثقافية.
كتب عنه في موقع إسلام سيفلايزيشن للشاعر العراقي فالح الحجية:
 وله ديوان في أربعة أجزاء، وله كتب أخرى منها فارس بني حمدان وشاعر وملك وغارة الرشيد.

## حياته وعمله
علي صالح عبد الفتاح الجارم، ولد بمدينة رشيد عام 1881م؛ هذه المدينة التي شهدت الكثير من الأحداث المرتبطة بتاريخ مصر وفيها نبتت جذور الجارم، وكان والده الشيخ محمد صالح الجارم أحد علماء الأزهر والقاضي الشرعي بمدينة دمنهور وتوفي عام 1949م.
مما قاله في حب بلدته «رشيد»:
تلقى علي تعليمه الابتدائي بمدينة رشيد، وواصل تعليمه الثانوي بالقاهرة حيث التحق بالأزهر الشريف، ثم التحق بعد ذلك بكلية دار العلوم – جامعة القاهرة، وسافر الجارم إلى إنجلترا لإكمال دراسته في بعثة دراسية عام 1908 فدرس أصول التربية بنوتنجهام، قبل أن يعود مرة أخرى إلى مصر بعد أربعة أعوام في 1912.
من أشعاره في إنجلترا:
عقب عودته من بعثته الدراسية تم تعيين الجارم مدرساً بمدرسة التجارة المتوسطة، ثم تدرج في عدد من وظائف التربية والتعليم حتى عُيِّن كبير مفتشي اللغة العربية بمصر، كما تم تعيينه وكيلاً لدار العلوم حتى عام 1942، وقام بتمثيل مصر في بعض المؤتمرات العلمية والثقافية، كما اختير عضواً مؤسساً لمجمع اللغة العربية بمرسوم صدر من رئاسة الوزراء في أكتوبر 1933.
زار بغداد مرتين الأولى مشاركته في الحفل التأبيني الذي أقيم للشاعر جميل صدقي الزهاوي عام 1936 أما الثانية فهي التي نظم فيها قصيدته المشهورة (بغداد يا بلد الرشيد) وقد برع في الشعر التقليدي فأخرح ديواناً بأربعة أجزاء ضم عدداً من القصائد السياسية والأدبية والاجتماعية، أما في التاريخ والأدب فألف مجموعة من الكتب منها (الذين قتلتهم أشعارهم) و (مرح الوليد) تضمن السيرة الكاملة للوليد بن يزيد الأموي، و (الشاعر الطموح) تضمن دراسة عن حياة وشخصية الشاعر أبي الطيب المتنبي كما وألف عدداً من الروايات التاريخية: (فارس بني حمدان) و (غادة رشيد) و (هاتف من الأندلس) بالإضافة إلى عدد من المؤلفات (شاعر وملك) و (قصة ولادة مع ابن زيدون) و (نهاية المتنبي) كما قام بترجمة (قصة العرب في إسبانيا) للكاتب (ستانلي لين بول) من اللغة الإنكليزية إلى اللغة العربية. وبالإضافة إلى تأليفه لمجموعة من الكتب الأدبية والاجتماعية فقد قام بتأليف عدد من الكتب المدرسية في النحو منها (النحو الواضح) الذي كان يدرس في المدارس المتوسطة والثانوية في العراق. وفي عام 1949 عندما كان يصغي إلى أحد أبنائه وهو يلقي قصيدة في الحفل التأبيني لمحمود فهمي النقراشي فاجأه أن سكت قلبه ففاضت روحه إلى بارئها عام 1949.

## اعتزازه باللغة العربية
على الرغم من دراسته بإنجلترا وتمكنه من اللغة الإنجليزية لم ينسَقِ الجارم وراء الاتجاه الغربي، وظل المدافع الأول عن اللغة العربية لغة القرآن الكريم وأحد المعتزين بها فعمل جاهداً على نهضتها ورقيها.
نَـزَل الـقُرْآنُ بـالضَّادِ فَلَوْ لَمْ يَكُنْ فِيهَا سِواهُ لكَفَاها
وقد تبحر الجارم في علوم اللغة العربية بالبحث والدراسة والممارسة، فأصبح أحد رواد تعليم اللغة العربية، وقدم عدداً من الكتب الرائدة في النحو والبلاغة.

## نثر وشعر الجارم
بالنظر إلى أدب الجارم من نثر وشعر نجده قد تميز في تقديم النثر، فيقول الأستاذ الدكتور عباس حسن في كتابه "المتنبي وشوقي" الصادر في طبعته الأولى عام 1951 " بقي من خصائص شوقي التي امتاز بها على المتنبي النثر الرائع حقاً فله في هذا الميدان كتاب سماه "أسواق الذهب" وما أحسبني مغالياً إذا قلت عن النثر الأدبي البليغ والنثر العلمي المتأدب الرفيع لأديبنا الأستاذ علي الجارم ليمتاز به الجارم على المتنبي وشوقي وسائر شعراء العرب قديماً وحديثاً كما تنطق بذلك كتاباته النثرية الصادرة عن موهبة فنية أصيلة جعلت منها جميعها سلاسل الذهب لا مجرد "أسواق الذهب".
أما شعر الجارم فتميز بإحساس مرهف وذوق رفيع راق انطلق من الشكل الكلاسيكي التقليدي، والذي يعتمد على قافية موحدة، وتعددت الأغراض الشعرية للجارم فقدم في شعر المناسبات، والمراثي، والمديح.
ويقول عنه الأستاذ أحمد هيكل عميد كلية دار العلوم السابق «أما الرائد الكبير الذي يدور حوله هذا العمل فهو طيب الذكر علي الجارم أحد أعلام الاتجاه المحافظ في الشعر العربي الحديث، هذا الاتجاه الذي راد تاريخه البارودي أولاً ووصل إلى غاياته شوقي فيما بعد، ثم كان الجارم واحداً من الذين تصدروا السائرين في هذا الاتجاه والمتنافسين لملء الفراغ بعد رحيل أمير الشعراء، بل كان بحق السابق إلى ملء هذا الفراغ وخاصة في الجانب المحفلي والرسمي الذي كان من أبرز جوانب إمارة شوقي وديوان الجارم بأجزائه الأربعة هذا العطاء الشعري الوفير والغزير الذي يمثل طبقة سامية من طبقات الشعر المحافظ، تضع صاحبها في مكان المتصدرين من أصحاب هذا الاتجاه الفني الرصين، وجميعهم يشير إلى المدرسة الأدبية التي ينتمي إليها الجارم وهي مدرسة المحافظين».
وقد جمع الجارم في ديوانه الشعري بين القصائد السياسية والأدبية والاجتماعية.

## ظلم لأدب الجارم
تعرض أدب الجارم وشعره إلى الظلم بعد وفاته عام 1949 فبعد أن جاءت ثورة يوليو 1952 تم إنشاء رقابة عسكرية على المطبوعات والصحافة، وتم اتخاذ قرارات بالتقييم الكامل لكل ما كان في مصر قبل الثورة من أدب وفن وتاريخ، فحجبت الآثار الأدبية للجارم في هذه الفترة فلم يسمح بطبع أعماله، وخلت المكتبات من مؤلفاته النثرية وأشعاره، إلا أن أعماله عادت للظهور ثانية في الثمانينات وعادت إليه مكانته كأديب وشاعر ومفكر.

## التكريم
حصل علي الجارم على عدد من الأوسمة منها وسام النيل من مصر عام 1919، ووسام الرافدين من العراق 1936، كما منحته لبنان وسام الأرز عام 1947.
وشهدت بيروت عام 1947 واحدة من أشهر قصائده وهي قصيدة «العروبة» والتي جاءت في 77 بيتاً ألقاها في مؤتمر الثقافة العربي الأول الذي أقامته الجامعة العربية في لبنان وقال فيها:
وفي نفس القصيدة قال:
عرف الجارم كمحاضر متميز الأمر الذي أهله لتمثيل مصر في العديد من المؤتمرات الخارجية، فذهب إلى بغداد لحضور تأبين الشاعر الزهاوي، وإلى لبنان لحضور افتتاح المؤتمر الطبي، ومؤتمر الثقافة ببيروت عامي 1943، 1944، كما أرسل إلى السودان للإشراف على امتحانات المدارس المصرية.
من قصائده الشهيرة التي ألقاها في إحدى زياراته لبغداد قصيدة «بغداد يا بلد الرشيد» والتي قال فيها:

## شخصية الجارم
عُرف الجارم بروحه المرحة الخفيفة، فكان مجلسه يمتلئ بالضحك فيما يروي من حديث ونوادر، وما يعلق على أحداث، وعلى الرغم من مرضه وبعض المآسي التي ألمت به، لم تختف ابتسامته والتي كانت تظهر على وجهه لتحجب من خلفها الحزن والألم الذي في قلبه.
قال عنه أحمد أمين عضو مجمع اللغة العربية وعميد كلية الآداب جامعة القاهرة سابقاً «كان شاعراً من الطراز الأول، مشرق الديباجة، رصين الأسلوب، جيد المعنى والمبنى، وكان شعره مرحاً ضاحكاً، حتى إذا أصيب بفقد ابنه - وكان طالباً في الهندسة – تلوّن شعره بلون حزين باك، فكان يجيد كل الإجادة في الرثاء والحسرة على فوات الشباب».
كان الجارم صاحب إحساس عالي يتذوق المعنى، ويتأمل الأفكار الجديدة، وكانت له بصمة واضحة وإضافة مؤثرة في كل عمل التحق به، فساهم في تبسيط النحو والبلاغة من خلال كتبه التي ألفها في ذلك، وكانت له مساهمات فعالة في المجمع اللغوي فشارك في وضع المعجم الوسيط، وأشرف على إخراج مجلة المجمع، وشارك في أكثر لجانه مثل لجنة الأدب، ولجنة تيسير الكتابة، وكان أحد دعائم «لجنة الأصول» وهي اللجنة التي زودت المجمع بالقواعد التي يقوم عليها التعريب والاشتقاق والتضمين والنحت والقياس وغيرها، وكانت آخر مساهماته الفعالة محاضرة قيمة ألقاها عن الموازنة بين الجملة في اللغة العربية واللغة الأوربية، بالإضافة لمناداته بإصلاح الإملاء.

## مؤلفاته

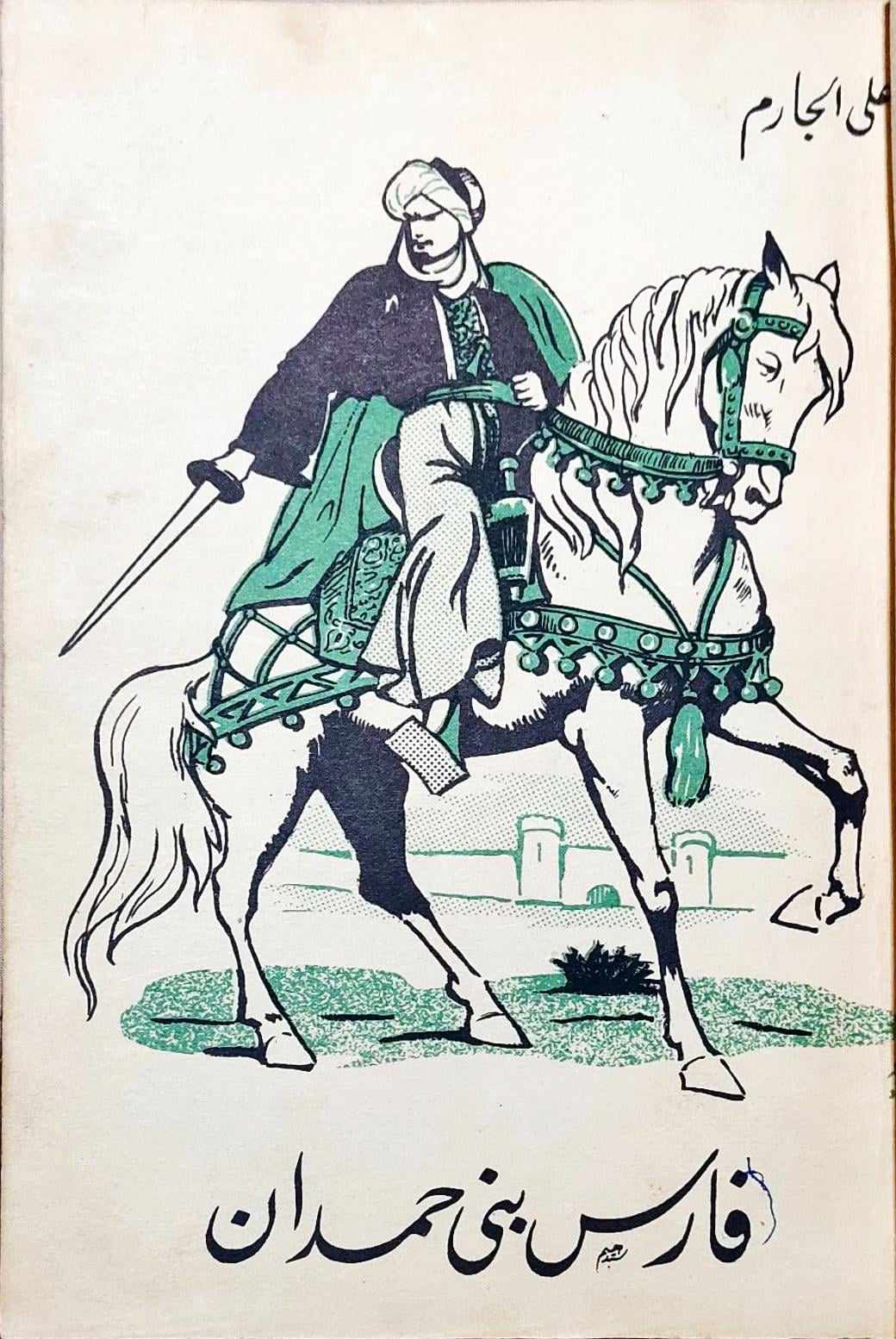
غلاف كتاب فارس بني حمدان، صدر سنة 1945م عن دار المعارف بالقاهرة.

اهتم الجارم بالتاريخ العربي فقدم العديد من الروايات الأدبية التاريخية منها: «الذين قتلهم شعرهم»، «فارس بني حمدان»، «هاتف من الأندلس»، و«الشاعر الطموح». ويتضمن دراسة عن حياة وشخصية الشاعر أبي الطيب المتنبي، «خاتمة المطاف»، وقصتي «الفارس الملثم»، و«السهم المسموم»، كما قدّم «مرح الوليد» وهو سيرة كاملة للوليد بن يزيد الأموي، «سيدة القصور» آخر أيام الفاطميين في مصر، «غادة رشيد» هذه القصة التي تتناول كفاح الشعب ضد الاستعمار الفرنسي 1798 – 1801، «هاتف من الأندلس»، و«شاعر ملك» قصة المعتمد بن عباد، «قصة ولادة مع ابن زيدون»، «نهاية المتنبي» بالإضافة لقيامه بترجمة كتاب المستشرق البريطاني استانلي لين بول «قصة العرب في أسبانيا».
قام الجارم بتأليف عدد من الكتب المدرسية في النحو منها «النحو الواضح» مع مصطفى أمين وكان يدرّس بالمدارس المتوسطة والثانوية بالعراق، وشارك في إصدار كتب أخرى مثل المجمل من الأدب العربي، والمفصل، والبلاغة الواضحة، وكتب مدرسية في النحو والتربية.
كما نشر عدد من المقالات في مجلة المجمع مثل المجلة الفعلية أساس التعبير في اللغة العربية، المصادر التي لا أفعال لها، مصطلحات الشئون العامة.

## الوفاة
جاءت وفاته مفاجأة بالقاهرة وهو مُصغي إلى أحد أبنائه وهو يلقي قصيدة له في حفلة تأبين لمحمود فهمي النقراشي، عام 1949م.

## من أشعاره
- قصيدة فلسطين الرائعة نظمها بعد انتصارات الجيش المصري على المحتل الصهيوني إسرائيل التي مطلعها:

- قصيدته الأشهر التي غنتها أم كلثوم عام 1916 وكانت من تلحين أحمد صبري النجريدي:

- وقصيدة اللغة العربية الرائعة التي يقول فيها:

- وقصيدته الجميلة في رثاء شوقي:

- وقصيدته في رثاء سعد زغلول:

- وقال أيضا:

توفي علي الجارم في القاهرة فجأة وهو مصغي إلى أحد أبنائه عندما كان يلقي قصيده له.
قلَّ شعره لانشغاله بعلم النحو ومنصبه كعميد لكلية دار العلوم، فمن كتبه (النحو الواضح) و (البلاغة الواضحة)
وقال أيضاً: يا ابنتي إن أردت آية حسن.

## وصلات خارجية
- علي الجارم على موقع بوابة الشعراء
- علي الجارم على موقع أرشيف الشارخ